# 危口統之
危口 統之（きぐち のりゆき、1975年1月15日- 2017年3月17日）は、日本の演出家、劇作家、アートパフォーマーである。

## 来歴
1975年（昭和50年）岡山県倉敷市生まれ。父は洋画家の木口敬三。1993年（平成5年）に横浜国立大学工学部建築学科に入学する。在学時より演劇活動を開始する。1999年（平成11年）に大学を卒業。ほどなくして演劇活動を休止し、建設作業員として働き始める（なお、このときの経験は、のちに「搬入プロジェクト」として活かされることになる）。
2008年（平成20年）に劇団「悪魔のしるし」を旗揚げし、演劇活動を本格的に再開する。以降、フェスティバル/トーキョー公募プログラム参加を皮切りに、トーキョーワンダーサイト国内交流プログラム参加（2011年）、セゾン文化財団ジュニアフェロー（2012-13年）などにより、活動の場を国内外へ広げていった。
2016年（平成28年）12月7日悪魔のしるし公式サイトにて肺がんステージ4であることを発表した。その後故郷の倉敷で療養を開始し、ブログ「疒日記（やまいだれにっき）」でその思考を綴っていた。また舞台公演「蟹と歩く」の上演を立案。2017年（平成29年）3月17日、病状悪化のため42歳で死去。
危口の没後、建築家の石川卓磨やデザイナーの宮村ヤスヲ、企画・プロデュースの金森香ら悪魔のしるしメンバーによって作品アーカイビング活動が行われた。2018年（平成30年）には危口の遺志を継ぐ形で搬入プロジェクトの実施についてCC0の権利放棄やマニュアルの作成などが行われた。

## 主な作品

### 舞台
- 劇的なるものをネグって 2016年
- パレ・ド・コーキョ 2015年
- ゾンビオペラ 死の舞踏 2015年
- オール・アポロジーズ 2014年
- わが父、ジャコメッティ 2014年
- 注文の夥しい料理店についての簡潔な報告 2013年
- 悪魔としるし 2013年
- オスヌ・オタマイ・ウカルベカス 2013年
- 芯まで腐れ 2013年
- 倒木図鑑 2012年
- 桜悪魔の園しるし 2012年
- 悪魔のしるしのグレートハンティング 2010年
- 禁煙の害について 2010年
- 注文の夥しい料理店 2008年

### パフォーマンス
- 搬入プロジェクト
- 百人斬り[8][9]
- Z≠G≒D 2013年[10]

## 関連書籍

### 著作
- 危口統之『危口統之一〇〇〇』（2018年）[11]
- 危口統之、同行者ほか『「蟹と歩く」記録集』（2017年5月31日）[12]
- 悪魔のしるし『CARRY-IN-PROJECT 2008-2013 DOCUMENT: WORDS』（2015年3月31日）[13]
- 危口統之『遊星からの物体を搬入 プロジェクトX2 ～神宮前3丁目計画』（2009年4月25日）
- 危口統之『月刊悪魔のしるし第4号 遊星からの物体を搬入プロジェクトX』（2008年2月17日）

### 関連書籍
- 悲劇喜劇　2018年3月号　内野儀『2017年回顧-危口統之のために（P12-14）』（2018年3月1日）[14]
- orangcosong（住吉山実里＋藤原ちから）『町を旅する道具箱（P124-125）』（2023年4月20日）[15]
- 前田隆弘『死なれちゃったあとで　P121〜133（人生はまだ動いているわけだから）』（2024年3月25日）[16]
- 橋本倫史『観光地ぶらり　P370-275（あとがき）』（2024年3月31日）[17]